# 宝音图诺尔
宝音图诺尔，是一个位于中国内蒙古自治区赤峰市克什克腾旗达日罕乌拉苏木境内的内流鹹水湖，地处达日罕乌拉苏木政府驻地东北约16.5千米，达来诺日镇以西约8千米，是公格尔河下游右岸洼地内的一个较大湖泊。《中国湖泊志》附录中记录本湖为“无名湖”，水位为1239米，湖长2.1千米，最大宽1.2千米，平均宽1.0千米，面积2.1平方千米。